# صيفرية محررة للنيتروجين
صيفرية محررة للنيتروجين (الاسم العلمي: Flavobacterium denitrificans) هي نوع من البكتيريا، سلبية الغرام، تتبع جنس صيفرية.